# YURiKA (歌手)
YURiKA（ゆりか、1995年10月29日 - ）は、日本の女性歌手である。埼玉県蓮田市出身。東宝芸能所属。血液型はB型。身長147cm。

## 略歴
4歳でピアノを始め、幼少期から歌に興味を持つ。松浦亜弥やモーニング娘。、浜崎あゆみなどの曲を、田んぼの真ん中で日々歌唱していた。
小学6年の時、CMでAKINO from bless4の「創聖のアクエリオン」のサビの歌詞を聴いて衝撃を受け、アニソンシンガーになることを決意。親や友人にも公言する。
中学高校時代は合唱部と田んぼで歌唱力を磨き、高校3年の時に『全日本アニソングランプリ』に初挑戦、初出場を果たす。短大に進学後は学業と並行してライブ活動を行う。
2014年、日本テレビ『全日本歌唱力選手権 歌唱王』に出演し全国6位、NHK『第1回アニソンのど自慢G』（NHK BSプレミアム）では優勝を果たす。2016年、埼玉県坂戸市で行われた『NHKのど自慢』（NHK総合・ラジオ第1）で優勝。
2016年、TOHO animation RECORDSが開催した「第一回 次世代アーティストオーディション」に合格。特典として東宝芸能との専属契約と、TOHO animation RECORDSからのCDデビューが決まる。それまでアニソン関連のオーディションに何度も落ち続け、今回がダメなら諦めようと思っていた。
2017年1月より放送スタートのTVアニメ『リトルウィッチアカデミア』のOPテーマ「Shiny Ray」を担当し、同年2月には同楽曲を収録した1stシングルでメジャーデビュー。
2018年、デビュー前からの夢だった「Animelo Summer Live 2018 "OK!"」に初出演。
2023年10月29日、所属レーベルをF.I.X RECORDSへ移籍。

## 人物
- ラジオ好きで、中学生の頃からハガキ職人をしていた[7]。
- 幼稚園教員免許と保育士免許、普通自動車免許を取得している。
- ゲームブランド「Key」の作品のファン（鍵っ子）であり[1]、『Summer Pockets』の挿入歌「夜奏花」で初参加した。
- TVアニメ『マクロスΔ』（2016年）のヒロイン「フレイア・ヴィオン」役を決めるオーディションで最終審査まで進んだことがあり、その際、前の順番にいたのが合格者の鈴木みのりだった[8]。
- 地元の埼玉県蓮田市から近いさいたまスーパーアリーナで開催されるAnimelo Summer Live（アニサマ）に毎年参加し、「埼玉には海も山もないけどアニサマがある！」と誇りに思っていた[9]。
- 所属するF.I.X RECORDSの親会社であるアクアプラス作品について以前からの大ファンを公言しており、同社の宣伝配信「アクアプラスちゃんねる」のMCに就任した[10]。同番組などにて『WHITE ALBUM2』『うたわれるもの』シリーズなどについてファン目線から語っている。

## ディスコグラフィ

### シングル
|                | 発売日         | タイトル       | 規格品番   | 規格品番   | 規格品番   | オリコン 最高位 |
| アーティスト盤 | 発売日         | タイトル       | アニメ盤   | 通常盤     |            | オリコン 最高位 |
| -------------- | -------------- | -------------- | ---------- | ---------- | ---------- | --------------- |
| 1st            | 2017年2月22日  | Shiny Ray      | THCS-60132 | THCS-60131 | THCS-60133 |                 |
| 2nd            | 2017年5月24日  | MIND CONDUCTOR | THCS-60152 | THCS-60151 |            |                 |
| 3rd            | 2017年12月6日  | 鏡面の波       | THCA-60169 | THCS-60168 |            | 43位            |
| 4th            | 2018年8月15日  | ふたりの羽根   | THCS-60220 | THCS-60219 |            | 36位            |
| 5th            | 2019年11月20日 | Le zoo         | THCS-60254 | THCS-60253 |            |                 |

### デジタルシングル
| 発売日         | タイトル                 |
| -------------- | ------------------------ |
| 2017年11月30日 | 魔導戦士グランシャリオン |
| 2018年9月28日  | 時のFoliage              |
| 2018年11月12日 | じょいふる               |
| 2018年12月17日 | CRAZY GONNA CRAZY        |
| 2019年12月26日 | 月に浮かぶ物語           |
| 2020年10月9日  | Dream Flight             |
| 2022年11月11日 | ROMA☆KiRA                |
| 2023年10月18日 | PERFECT W*RLD            |
| 2024年2月23日  | Symmetric                |

### アルバム
|              | 発売日         | タイトル                                | 規格品番  | 規格品番   | オリコン 最高位 |
| 初回盤       | 発売日         | タイトル                                | 通常盤    |            | オリコン 最高位 |
| ------------ | -------------- | --------------------------------------- | --------- | ---------- | --------------- |
| カバー       | 2019年1月9日   | ただいま。～YURiKA Anison COVER～       |           | THCA-60243 |                 |
| セルフカバー | 2020年6月20日  | REUNION                                 |           |            |                 |
| 1st          | 2022年11月11日 | KiRA☆KiRA                               | RQBD-0003 | RQCD-0003  |                 |
| カバー       | 2024年1月24日  | WHITE ALBUM2 COVER COLLECTION～YURiKA～ |           | KIGA-38    |                 |

### 参加作品
| 発売日        | 商品名                                                           | 歌     | 楽曲             |
| ------------- | ---------------------------------------------------------------- | ------ | ---------------- |
| 2018年9月26日 | Summer Pockets Original SoundTrack                               | YURiKA | 「夜奏花」       |
| 2018年9月27日 | Summer Pockets キャラクターソング『Sing!』                       | YURiKA | 「サマーテイル」 |
| 2020年9月25日 | Summer Pockets REFLECTION BLUE『アスタロア/青き此方/夏の砂時計』 | YURiKA | 「青き此方」     |

## タイアップ一覧
| 楽曲                     | タイアップ                                                                                                  | 時期   |
| ------------------------ | --- | ------ |
| Shiny Ray                | テレビアニメ『リトルウィッチアカデミア』オープニングテーマ                                                  | 2017年 |
| MIND CONDUCTOR           | テレビアニメ『リトルウィッチアカデミア』第2クールオープニングテーマ                                         | 2017年 |
| 鏡面の波                 | テレビアニメ『宝石の国』オープニングテーマ                                                                  | 2017年 |
| ふたりの羽根             | テレビアニメ『はねバド!』オープニングテーマ                                                                 | 2018年 |
| 魔導戦士グランシャリオン | ゲーム 『魔導戦士グランシャリオン』 主題歌                                                                  | 2018年 |
| 時のFoliage              | ゲーム 『片恋いコントラスト -way of parting-』 エンディングテーマ                                           | 2018年 |
| 夜奏花                   | PCゲーム『Summer Pockets』挿入歌                                                                            | 2018年 |
| じょいふる               | テレビアニメ『アニマエール!』挿入歌                                                                         | 2018年 |
| CRAZY GONNA CRAZY        | テレビアニメ『アニマエール!』挿入歌                                                                         | 2018年 |
| Le zoo                   | テレビアニメ『BEASTARS』エンディングテーマ                                                                  | 2019年 |
| 眠れる本能               | テレビアニメ『BEASTARS』エンディングテーマ                                                                  | 2019年 |
| マーブル                 | テレビアニメ『BEASTARS』エンディングテーマ                                                                  | 2019年 |
| 月に浮かぶ物語           | テレビアニメ『BEASTARS』エンディングテーマ                                                                  | 2019年 |
| Dream Flight             | ゲーム『リトルウィッチアカデミアVR ほうき星に願いを』主題歌                                                 | 2020年 |
| 青き此方                 | PCゲーム『Summer Pockets REFLECTION BLUE』神山識編エンディングテーマ                                        | 2020年 |
| ミラクルステップ         | テレビアニメ『怪人開発部の黒井津さん』挿入歌                                                                | 2022年 |
| ROMA☆KiRA                | Netflixアニメ『ロマンティック・キラー』オープニングテーマ                                                   | 2022年 |
| PERFECT W*RLD            | ゲーム『修羅場‐ASURAJANG‐』イメージソング                                                                   | 2023年 |
| Colorful Magia           | ゲーム『トラブル・マギア ～訳アリ少女は未来を勝ち取るために異国の魔法学校へ留学します～』オープニングテーマ | 2024年 |
| Wishing                  | ゲーム『トラブル・マギア ～訳アリ少女は未来を勝ち取るために異国の魔法学校へ留学します～』エンディングテーマ | 2024年 |
| Feeling Heart            | ゲーム『ToHeartリメイク版』オープニングテーマ                                                               | 2025年 |

## 出演

### テレビアニメ
- リトルウィッチアカデミア（第13話・生徒役）
- 怪人開発部の黒井津さん（第10話・マミー役）[11]

### ラジオ
- A&G ARTIST ZONE YURiKAのTHE CATCH（2018年 - 2020年、超!A&G+）[7]
- YURiKAのこれ、聞いてください!（2018年、JFN PARK）
- A&Gリクエストアワー 阿澄佳奈のキミまち!（2019年4月 - 2020年3月、文化放送） - 中継リポーター[12]

### ライブ・イベント

#### 合同ライブ
| 出演日        | タイトル                       | 会場                               |
| ------------- | ------------------------------ | ---------------------------------- |
| 2017年10月7日 | FANJ Premium Live-2017 Autumn- | 京都FANJ（京都府）                 |
| 2018年2月10日 | ANIMAX MUSIX NEXTAGE           | 秋葉原P.A.R.M.S（東京都）          |
| 2018年8月26日 | Animelo Summer Live 2018 "OK!" | さいたまスーパーアリーナ（埼玉県） |